# Friedrich Henning von Arnim
Friedrich Henning von Arnim (* 25. Juni 1804 in Merseburg; † 21. Januar 1885 in Dresden) war ein deutscher Unternehmer und Rittergutsbesitzer auf Crossen und Oberau.

## Leben
Er entstammte dem Planitzer Zweig des Geschlechts von Arnim und war der jüngste Sohn des Merseburger Domherrn Carl Christoph III. von Arnim auf Planitz, Voigtsgrün, Irfersgrün, Crossen und Groß Milkau und dessen zweiter Frau Johanna Louise geborene von Möllendorff (1780–1847). Nach dem frühen Tod des Vaters am 23. Februar 1812 fielen dessen Güter testamentarisch der Witwe, den drei minderjährigen Söhnen sowie der erstehelichen Tochter Caroline Louise verheiratete von Böhlau zu. Diese regelten am 3. November 1814 in einem Erbvergleich die Abtretung der Ansprüche der Mutter und Halbschwester zugunsten der drei Brüder.
Nach Erreichen der Volljährigkeit teilten die Brüder den Besitz durch gegenseitigen Auskauf. Heinrich (1800–1855) erhielt Planitz, Hans Carl (1802–1857) Kriebstein und Friedrich Henning die nahegelegenen Rittergüter Crossen und Groß Milkau. Der am 21. November 1828 abgeschlossene Kauf über die Anteile von Heinrich und Hans Carl am Erb- und Allodialgut Crossen an Friedrich Henning wurde am 7. Mai 1830 durch König Anton bestätigt. Später erwarb Friedrich Henning von Arnim noch die Güter Gersdorf bei Roßwein und Oberau bei Meißen sowie einen Landsitz in Oberlößnitz und ein Haus in Dresden. Im Jahre 1838 heiratete er seine Cousine Franziska von Böhlau. 1841 wurde sein einziger Sohn Carl Christoph IV. geboren.
1843 pachtete er zusammen mit seinen Brüdern die Königin-Marien-Hütte in Cainsdorf auf fünf Jahre von der Sächsischen Eisenhüttencompagnie. Nach Ablauf der Pachtzeit kauften die Brüder 1848 die Eisenhütte als Familienbesitz. Gemeinschaftlicher Besitz der Brüder war das Von Arnimsche Steinkohlenwerk in Planitz. In einem am 17. Juni 1854 abgeschlossenen Vergleich über das Rittergut Planitz stand Heinrich von Arnim seinen Brüdern einen ewigen und unkündbaren Nießbrauch von zwei Dritteln am Planitzer Steinkohlenberg zu, wobei dieses Recht nach dem Tode den männlichen Nachkommen zugestanden wurde.
Auf den sächsischen Landtagen im Jahr 1848 sowie von 1850 bis 1855 gehörte er der II. Kammer als stellvertretender Abgeordneter der Rittergutsbesitzer vom Leipziger Kreis an.
Nach dem Tode seiner Frau zog Friedrich Henning von Arnim 1855 mit den drei Kindern auf das Schloss Oberau. Am 9. Mai 1855 erwarb er zusammen mit seinem Bruder Heinrich sämtlichen Besitz der Sächsischen Eisenhüttencompagnie einschließlich deren Gruben durch Abtretung. Nachdem Heinrich von Arnim, der die Familienunternehmen geführt hatte 1855 verstorben war, übernahm dessen Witwe Isolde zur Lippe-Weißenfeld mit Friedrich Hennings Unterstützung die Verwaltung des Familienbesitzes. 1856 wurde Heinrichs Anteil seinen Söhnen Alexander Joseph Karl Bernhard und Achim Arno übertragen. 1873 verkaufte die Familie die Königin-Marien-Hütte an die Deutsche Reichs- und Continental-Eisenbahnbau-Gesellschaft. Nachdem sein einziger Sohn 1876 verstorben war, brachte er einen großen Teil seines Vermögens in die von Arnimsche Familienstiftung ein, deren Sitz des Herrenhaus Crossen wurde. Friedrich Henning von Arnim übte zugleich das Amt eines königlich-sächsischen Friedensrichters in Crossen aus.
Mit seinem Tode erlosch das Haus Crossen der Familie von Arnim im Mannesstamme. Das Erbe fiel seinen Töchtern Marie Luise Gräfin zur Lippe-Weißenfeld und Johanne Karoline von Carlowitz zu. Sein Grab befindet sich auf dem Friedhof in Crossen, heute Teil der Gemeinde Erlau im Landkreis Mittelsachsen.
Seine Tochter Johanne Karoline (1850–1909) war seit 1872 mit Dietrich Carl von Carlowitz, Abgeordneter im Sächsischen Landtag und im Deutschen Reichstag, verheiratet, ihre ältere Schwester Marie Luise (1844–1925) heiratete 1867 den sächsischen Rittergutsbesitzer und Landtagsabgeordneten Theodor zur Lippe-Biesterfeld-Weißenfeld.